# Partido del Automóvil
El Partido del Automóvil (alemán: Auto-Partei; francés: Parti des automobilistes) es un pequeño partido político populista de derecha suizo. Su presidente y principal representante fue Jürg Scherrer, exjefe del departamento de seguridad en el gobierno de la ciudad de Biena hasta 2008. El partido está en contra de mucha participación del gobierno en la economía, especialmente en las regulaciones ambientales, pero está a favor de controles estrictos sobre la inmigración y castigos estrictos por la venta de drogas. El partido se opone a la adhesión suiza a la UE.

## Historia
El FPS fue fundado en 1984 en Zúrich por el Dr. Michael E. Dreher y otros políticos de derecha bajo el nombre Autopartei (Partido del Automóvil). Tenía la intención de contrarrestar el aumento del Partido Verde de Suiza y las preocupaciones entonces existentes sobre la muerte de los bosques debido a la lluvia ácida. Centrándose inicialmente en cuestiones de movilidad personal, uno de sus lemas más conocidos fue "Freie Fahrt für freie Bürger" (Un camino libre para ciudadanos libres).
El partido tuvo éxito en los parlamentos cantonales, particularmente en St. Gallen, Thurgau y Schaffhausen. El apogeo de su poder se alcanzó en las elecciones al Consejo Nacional de 1991, cuando obtuvo 8 de los 200 escaños y el 5% de los votos nacionales. Después, la fortuna del partido comenzó a declinar, ya que muchas figuras destacadas abandonaron el partido debido a disputas internas, y migraron principalmente al Partido Popular Suizo.
A pesar de cambiarse el nombre a "Partido de la Libertad" en 1994, el FPS perdió todos sus escaños nacionales en las elecciones de 1999 y, a partir de 2006, conservó muy pocos escaños parlamentarios en algunos parlamentos cantonales y municipales. La mayoría de sus miembros, e incluso secciones enteras, se han unido al Partido Popular Suizo, que ha incorporado la mayor parte de la agenda del partido.
En octubre de 2009, el partido adquirió nuevamente su nombre original.
En 2012, el partido perdió sus últimos cargos electos.